# 佐竹義信
佐竹 義信（さたけ よしのぶ）は、戦国時代の武将。佐竹氏第14代当主・佐竹義治の四男。佐竹北家初代当主。

## 生涯
文明10年（1478年）に兄（異説あり）の久米義武が山入義知に攻められて戦死し、男子がなかったため、その養子となって家督を継ぎ久米城主となった。長兄の義舜をよく助け、永正14年（1517年）に義舜が死去した後は甥に当たる義篤を弟の政義と共に後見人として補佐した。
天文2年（1533年）7月12日に死去。享年58。長男の義住が家督を継いだ。
なお、佐竹氏の居城である太田城の北方にある久米城を居城にしたことから「北殿」と称され、子孫は佐竹北家として宗家の補佐に当たった。